# Mountaga Keita
Mountaga Keita, né le 14 janvier 1977 à Conakry en République de Guinée, est un juriste et chef d'entreprise guinéen.
Premier inventeur d'ordinateurs debout prospérant sur le continent africain, via Tulip Industries Ltd,.

## Biographie

### Jeunesse
Mountaga Keita est le fils du docteur Thierno Keita, ingénieur, et de Sarata Diallo, entrepreneur. Mountaga a fait ses études à l'école primaire place de martyre, l'école primaire de Coleya, l'école primaire de Yimbaya tannerie puis au collège Victor Hugo de Matoto en République de Guinée. Avant de rejoindre la France où il a fait l'internat collège Moreau (Montlhéry), collège Paul Painlevé (Sevran) puis le lycée Jean Zay d'Aulnay où il obtient son baccalauréat avant de rejoindre l'université Paris-Descartes pour des études de Droit en 1996.
En 2002 , il intègre l'université Strayer où il poursuit par un Bachelor en International Business, avant de continuer à l'université du Maryland en Master de Science des Achats et contrats, puis y obtient en 2011 un MBA. Il couronnera ses études à l'université Harvard (HLS) où il obtient en 2012 un diplôme en négociation et résolution des conflits.

### Parcours professionnel

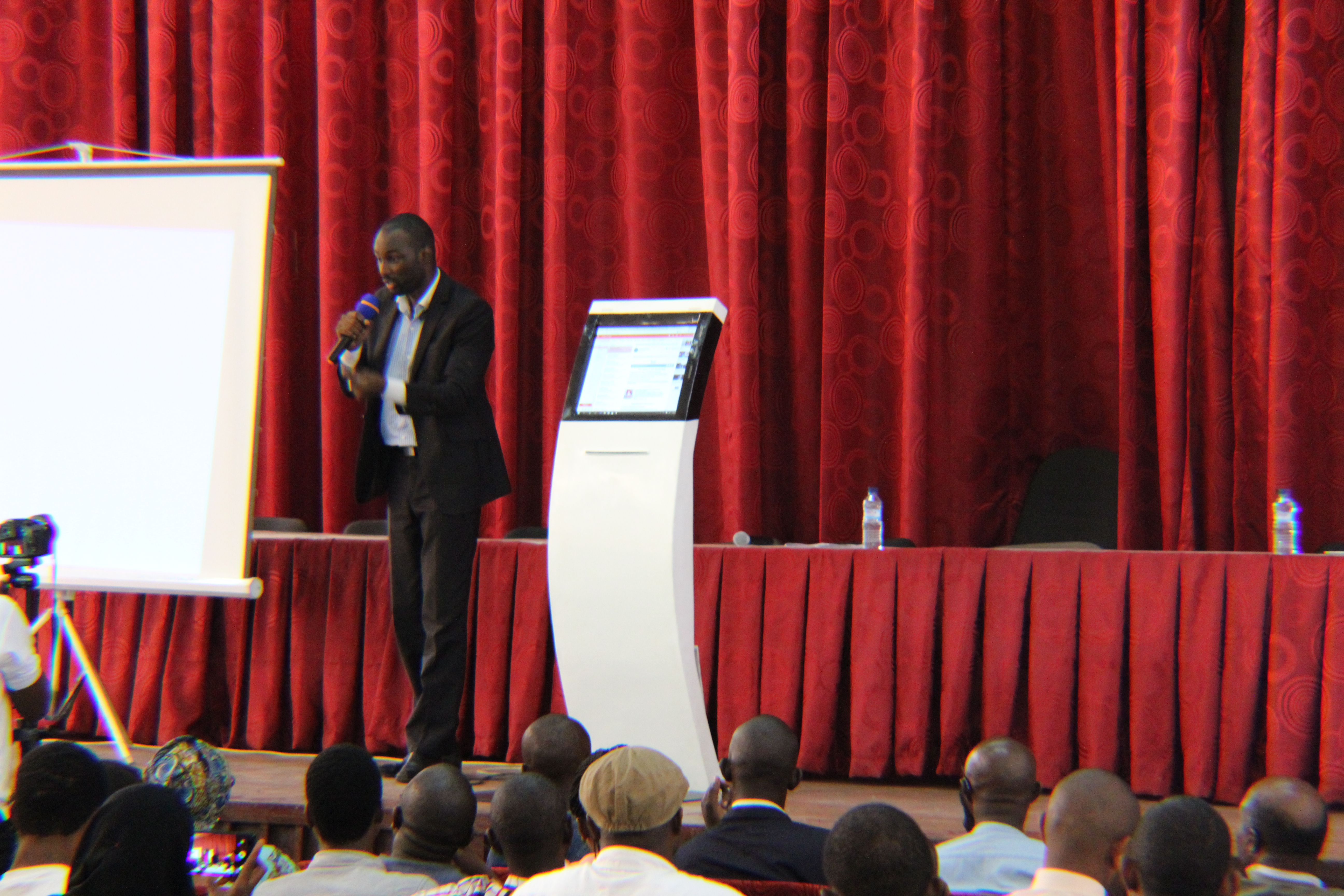
Mountaga Keita à l'Université Gamal Abdel Naser de Conakry

Avant 2014, Mountaga Keita est un banquier américain et chef de projet international basé à Washington DC. Il cumule 10 ans d'expérience dans le conseil aux investisseurs en matière de placement. Il travaille à Bank of America Corporate comme conseiller clientèle, à Wachovia Bank en tant que Spécialiste Financier, et BB&T dans l’État du Maryland au poste de directeur chez SunTrust Bank Inc à Washington DC.

### Tulip industries Ltd
Mountaga revient en Guinée 2013 après avoir travaillé dans des entreprises aux États-Unis pour développer la technologie. Il crée des ordinateurs debout fabriqués en Guinée, les premiers du genre en Afrique subsaharienne.

## Prix et Reconnaissances

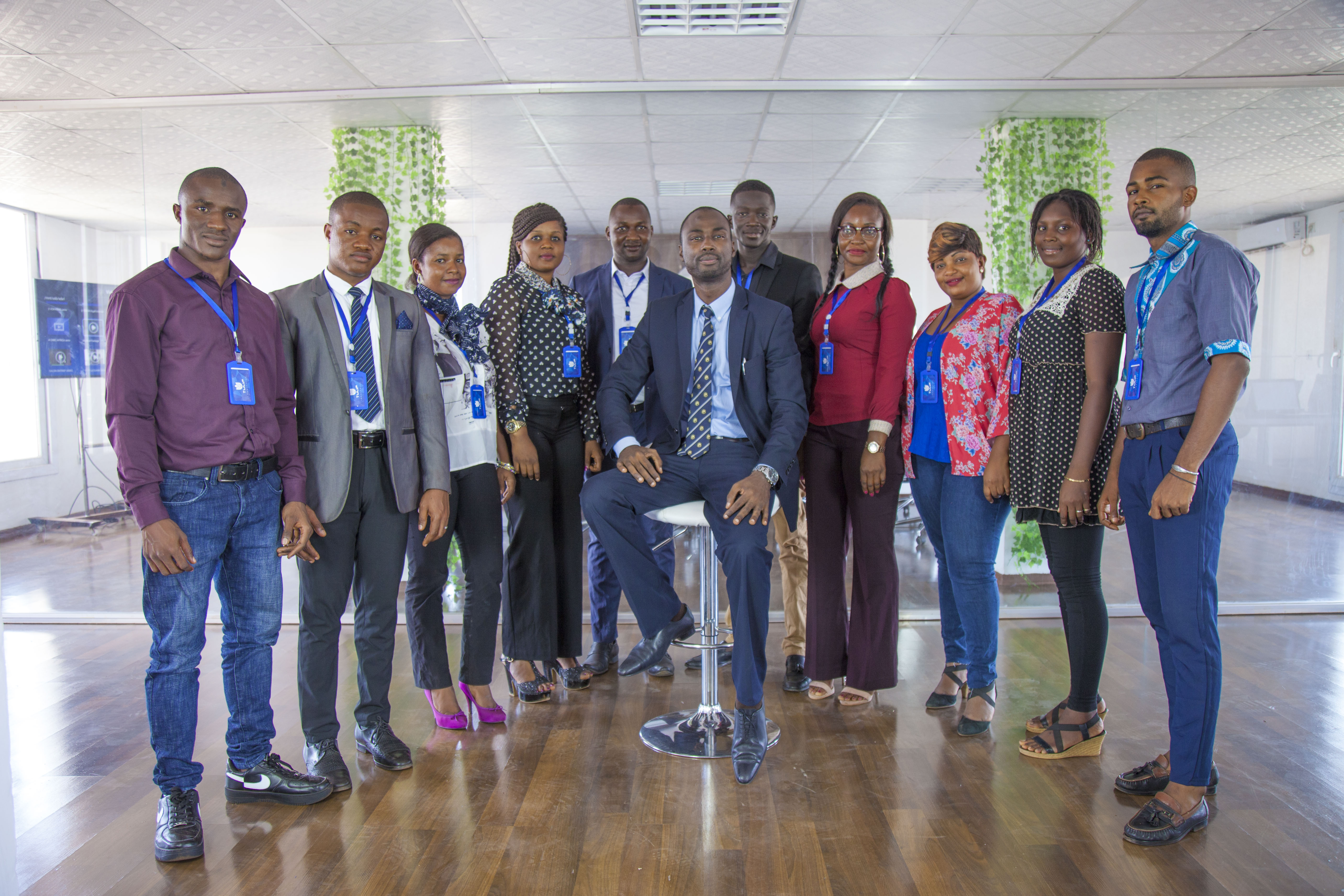

- 2017 : lauréat de la semaine du numérique (Guinée)[4],
- 2018 : Classé parmi les 50 meilleures innovations en Afrique par le Africa Innovations Summit AIS 2018 (Rwanda)[5],[6],
- 2018 : médaille d’Or au World Intellectual Property Organization-WIPO OMPI (Benin)[7],
- 2019 : Médaille d’Or du Salon International des Inventions de Genève (Suisse),
- 2019 : Médaille d’Or de l’Association des Inventeurs de France (Suisse),
- 2019 : Grand Prix AEI 2019 de l’Association Européenne des Inventeurs (Suisse),
- 2019 : Lauréat du African Achievers Awards lors d’une cérémonie tenue au Chambre des communes du Parlement Westminster de Londres (Royaume-Uni),
- 2019 : Lauréat katala 224 secteur innovation (Guinée)[8].
- 2021 : Prix de la technologie par le forum de Bamako[9]